# Józef Świątkiewicz
Józef Świątkiewicz (ur. 18 kwietnia 1948, zm. 1 lipca 2009 w Kościanie) – polski regionalista, działacz kulturalny, historyk amator, publicysta, bibliofil, radny powiatu kościańskiego II i III kadencji.

## Życiorys
Był synem kierownika szkoły w Borowie. Pracował jako ślusarz Zakładów HCP „Cegielski” w Poznaniu, a następnie jako kustosz pałacu w Czempiniu.
W latach 70. XX wieku zajął się problematyką rodów ziemiańskich. Stał się wybitnym znawcą rodów wielkopolskich, w szczególności rodziny Chłapowskich, stąd zwano go potocznie „chłapologiem”. Na własną rękę podjął się wyremontowania grobowca gen. Dezyderego Chłapowskiego i jego najbliższych na cmentarzu w Rąbiniu.
Od lutego 1972 r. był członkiem Towarzystwa Miłośników Ziemi Kościańskiej, od 1980 r. członkiem zarządu. Przez wiele lat gromadził dokumenty, fotografie i książki, dotyczące ziemiaństwa wielkopolskiego, historii i znamienitych postaci Ziemi Czempińskiej, Kościana Turwi, Krzywinia i okolic. Zbiory zebrane przez niego prezentowane były na wystawach m.in. w Bibliotece Raczyńskich w Poznaniu.
Był autorem wielu wykładów, prelekcji, opracowań i publikacji, artykułów biograficzno-historycznych dotyczących przeszłości Czempinia i Ziemi Kościańskiej. Publikował między innymi w Pamiętniku TMZK, w Przeglądzie Wielkopolskim, "Kronice Wielkopolskiej", Panoramie Leszczyńskiej, Wiadomościach Kościańskich i Orędowniku Powiatowym.
Z jego wiedzy korzystały różne instytucje, a także ludzie nauki, studenci, stowarzyszenia, osoby prywatne, media; był konsultantem scenariuszy filmowych dla TVP Warszawa i PTV Poznań, jak np. "Najdłuższa wojna nowoczesnej Europy", "Morawscy" – do serialu "Rody Wielkopolskie". Był częstym gościem na antenie Radia Merkury i na łamach prasy regionalnej.
Jako miłośnik i badacz dziejów Czempinia, Gminy Czempiń i Ziemi Kościańskiej inicjował, wspierał i włączał się w realizację szeregu cennych przedsięwzięć służących poznawaniu i krzewieniu historii i kultury tej części Wielkopolski. Pełniąc funkcję Prezesa Czempińskiego Towarzystwa Kultury zorganizował blisko 50 koncertów muzyki poważnej w czempińskim pałacu, w ramach cyklu "Muzyka w pałacach".
Zabiegał m.in. o nadanie szkołom i ulicom imion lokalnych bohaterów i wybitnych osób. Propagował np. postać Maurycego Komorowicza – zapomnianego pioniera polskiej wulkanologii, geologa, podróżnika, pisarza i kompozytora z Gorzyc, pochowanego na czempińskim cmentarzu. Głównie dzięki jego staraniom, bezimienna mogiła M. Komorowicza ozdobiona została nagrobną kamienną płytą.
Józef Świątkiewicz był współzałożycielem i aktywnym członkiem Porozumienia Ziemia Kościańska, przewodniczącym Rady Muzeum Regionalnego im. dr. med. Henryka Florkowskiego w Kościanie, prezesem Czempińskiego Towarzystwa Kultury, a następnie Stowarzyszenia Przyjaciół i Sympatyków Ziemi Czempińskiej, działaczem Towarzystwa Miłośników Ziemi Kościańskiej i członkiem Powiatowego Zespołu do Spraw Ochrony Walki Męczeństwa Powiatu Kościańskiego, członkiem Wielkopolskiego Towarzystwa Przyjaciół Książki.

## Wybrane publikacje
- Kościół św. Michała Archanioła w Czempiniu (2001)
- W hołdzie poległym i męczennikom tej ziemi za dar wolności i niepodległości Polski
- 80 lat Klubu Sportowego "Helios" w Czempiniu 1922-2002 (2002)
- 85 lat harcerstwa czempińskiego 1913-1988 (2002)
- Tradycje ruchu śpiewaczego i muzycznego w Czempiniu (2002)
- Amatorski ruch śpiewaczy, muzyczny i teatralny na Ziemi Czempińskiej. Zarys dziejów (2004)
- Henryk Florkowski: lekarz, społecznik, regionalista (2005)
- 60 lat Ochotniczej Straży Pożarnej w Borowie (2005)

## Odznaczenia, wyróżnienia i nagrody
- Odznaka „Zasłużony Działacz Kultury”
- Odznaka Honorowa „Za Zasługi w Rozwoju Województwa Poznańskiego”
- Złota Odznaka „Za opiekę nad zabytkami”
- Medal za ochronę zabytków Województwa Poznańskiego
- Laureat nagrody Wiadomości Kościańskich "Za regionalizm"
- Medal „Ziemia Kościańska swemu miłośnikowi”
- Honorowy Obywatel Gminy Czempiń
- Odznaka honorowa „Za zasługi dla województwa wielkopolskiego”
- Medal "Bene Meritus" Towarzystwa Miłośników Ziemi Kościańskiej (pośmiertnie)